# Dr. Robotnik’s Mean Bean Machine
Dr. Robotnik’s Mean Bean Machine, в Европе также известная как Dr. Robotnik and His Mean Bean Machine — видеоигра в жанре головоломка серий Sonic the Hedgehog и Puyo Puyo, изданная компанией Sega для игровых консолей Sega Mega Drive/Genesis, Master System и Game Gear в 1993 году. Проект позже был портирован на игровые платформы нескольких поколений и входил в десятки сборников.
Dr. Robotnik’s Mean Bean Machine основана на компьютерной игре-головоломке Puyo Puyo. По сюжету доктор Роботник похищает жителей города Бинвилла и помещает их в свою роботизирующую машину «Mean Bean-Steaming Machine» с целью убрать радость и веселье на планете Мобиус. Игроку предстоит проходить уровни, в которых нужно победить роботов злодея: для прохождения этапов необходимо очищать игровое поле от падающих бобов. В игре использованы персонажи из франшизы Sonic the Hedgehog, но сам ёж Соник в проекте не появляется.
Головоломка разрабатывалась японо-американской командой из студий Compile и Sega Technical Institute (STI). При создании игры разработчики решили выпустить спин-офф серии Sonic the Hedgehog, заимствующий особенности Puyo Puyo, и включающий в себя элементы других проектов франшизы о синем еже. Dr. Robotnik’s Mean Bean Machine была положительно оценена игровой прессой. Журналисты хвалили проект за увлекательный геймплей и графику, но критиковали уровень сложности.

## Игровой процесс

Arms (в центре) — первый противник игрока в сюжетном режиме. Область игрока расположена слева, а область оппонента — справа

Dr. Robotnik’s Mean Bean Machine является двухмерной игрой-головоломкой. Действие происходит на двух одинаковых по размеру игровых полях, каждое из которых имеет форму прямоугольного стакана, и его размер составляет 6 ячеек для шариков-бобов в ширину и 12 рядов в высоту. В игре слева отображается поле игрока, а справа — соперника. В начале уровня поля́ пусты. В данных областях для каждого из игроков одновременно подаются и падают два соединённых боба случайного цвета, которые постепенно опускаются на дно соответствующего стакана. В середине экрана отображается подсказка — плоды каких цветов выпадут на следующем ходе. Всего существуют пять видов бобов своего цвета, которые игрок может поворачивать на 90°, перемещать влево и вправо, а также ускорять их спуск (за это даётся бо́льшее количество очков). Расположив группу плодов одного цвета из четырёх и более штук рядом друг с другом по горизонтали или вертикали, игрок запускает реакцию, в ходе которой плоды исчезают. Главной задачей игрока является опережение соперника в создании как можно большего количества групп одноцветных бобов за один ход на своём поле, так как после их исчезновения на поле противника неуправляемо выпадают  бесцветные шары («Refugee Beans»). Бесцветные шары являются бобами шестого типа и не могут быть уничтожены как обычные бобы. Они выпадают в разных количествах (от одного и до шести), ограничивают соприкосновение цветных бобов друг с другом и тем самым затрудняют и замедляют решение задачи. «Refugee Beans» исчезают с по́ля только тогда, когда они соприкасаются с исчезающей группой одноцветных бобов. Бесцветные шары «ожидают» своей очереди в специальном месте вверху поля и выпадают на ближайшем ходе. Если полностью заполнен стакан игрока, то игра заканчивается.
Всего в Dr. Robotnik’s Mean Bean Machine три основных режима. В однопользовательском режиме «Scenario» представлена история игры. По сюжету доктор Роботник похищает жителей города Бинвилл (англ. Beanville) и помещает их в свою гигантскую роботизирующую машину под названием «Mean Bean-Steaming Machine» для последующего превращения в роботов-рабов, с целью избавить планету Мобиус от радости и веселья. Игрок должен помешать злым планам учёного. В этом режиме нужно сражаться против компьютерных противников, представленных в виде роботов и доктора Роботника. Игроку необходимо пройти 13 этапов, которые постепенно усложняются (соперник быстрее проходит игру, появляется больше «Refugee Beans» и так далее). По мере прохождения внешность и эмоции роботов на экране периодически изменяются. Как правило, это происходит при нескольких удачных комбинациях подряд у игрока или при почти полном заполнении области оппонента, а также в случае победы. При успешном прохождении уровня на экране высвечивается пароль для пропуска пройденных уровней в случае неудачи (например, полностью заполнен стакан или победил противник), и игрок переходит на следующее задание.
В игре присутствуют два типа мультиплеера («VS» и «Exercise»), у которых, в отличие от «Scenario», отсутствует сюжетная линия, но игровой процесс схожий. В режиме «VS» соревнуются двое игроков, и им доступны пять уровней сложности (изменить её можно в настройках), отличающиеся разной скоростью падения бобов. Выигрывает тот игрок, который заполнил всё поле своего оппонента. В «Exercise» необходимо очищать игровое поле от «Refugee Beans» при их высокой скорости падения. В версиях игры для консолей Game Gear и Master System есть дополнительный режим «Puzzle», в котором игроку предстоит пройти 30 уроков по учебнику «Dr. Robotnik’s Bean Machine Manual. For robots only». Среди заданий могут быть очищение игрового поля от бобов, очищение поля от бобов определённого цвета и тому подобное.

## Разработка и выход игры
Первые идеи о создании спин-оффа серии Sonic the Hedgehog появились ещё в 1992 году, когда компания Sega портировала на свою консоль Mega Drive/Genesis японскую головоломку Puyo Puyo. Издатель был заинтересован в выпуске игры на территории США и Европы, однако боясь, что продукт не удовлетворит своей стилистикой западных игроков, в компании решили создать основанную на Puyo Puyo головоломку с участием персонажей серии Sonic the Hedgehog. Для создания новой игры представители японской компании Compile и североамериканской STI использовали игровой мир и персонажей мультсериала Adventures of Sonic the Hedgehog, транслировавшегося осенью 1993 года. Разработка Dr. Robotnik’s Mean Bean Machine велась параллельно с Sonic the Hedgehog Spinball.
Во время создания игры некоторые элементы Puyo Puyo подверглись незначительным изменениям, например, в Dr. Robotnik’s Mean Bean Machine присутствует система паролей, которой нет в оригинале, исчез «Sound Test», где можно было послушать музыку, а стилистика была адаптирована для западной аудитории. Действие игры происходит в мире Соника, где присутствуют персонажи серии, но сам ёж Соник не появляется. Помимо версии для Mega Drive/Genesis, разработчики также создавали игру для приставок Master System и Game Gear. Версия для этих платформ отличалась графикой, отсутствием сюжетных роликов и некоторыми стилевыми особенностями, связанными с техническими ограничениями консолей. Кроме того, для проекта на Master System и Game Gear был специально создан режим «Puzzle».
В создании музыкального сопровождения для Dr. Robotnik’s Mean Bean Machine принимали участие композиторы Масанори Никиси и Масаюки Нагао. Большинство композиций являются ремиксами и аранжировками, созданными Никиси. Музыка во время игры изменяется в зависимости от положения игрока, например при почти полном заполнении поля бобами темп треков изменяется на более тревожный. Также для уровней написаны четыре мелодии: первая проигрывается на уровнях 1-4, вторая — 5-8, третья — 9-12, а четвёртая — на финальном уровне, 13.
Dr. Robotnik’s Mean Bean Machine была выпущена в ноябре 1993 года на территории Северной Америки, и в январе 1994 года — в Европе. Существует множество портов и переизданий проекта. Игра была выпущена на территории Кореи компанией Samsung под названием Dong Gu Ri Te Chi Jak Jeon, однако часть первых партий картриджей по неизвестным причинам содержала Puyo Puyo. Dr. Robotnik’s Mean Bean Machine появилась в сборниках Sonic Compilation для Mega Drive/Genesis (1995), Sega PC Puzzle Pack (1999) и Sega Archives from USA Vol. 2 (2000) для Windows, Sonic Mega Collection (2002), Sonic Adventure DX: Director’s Cut (2003), Sonic Mega Collection Plus (2004), Sonic’s Ultimate Genesis Collection (2009), и Sega Mega Drive and Genesis Classics для Linux, macOS, Windows, PlayStation 4, Xbox One и Nintendo Switch (компьютеры — 2010, консоли — 2018). Dr. Robotnik’s Mean Bean Machine также доступна в сервисах цифровой дистрибуции — Steam и Virtual Console.

## Оценки и мнения
| Сводный рейтинг       | Сводный рейтинг         |
| Агрегатор             | Оценка                  |
| --------------------- | ----------------------- |
| GameRankings          | 74,60 % (MD) 70 % (SGG) |
| Иноязычные издания    |                         |
| Издание               | Оценка                  |
| AllGame               | (MD) · (GG)             |
| EGM                   | 7,6/10 (MD)             |
| GamePro               | 10/10 (GG)              |
| GameSpot              | 6,3/10 (Wii)            |
| IGN                   | 7,5/10 (Wii)            |
| Nintendo World Report | 8/10 (GG)               |
| Sega-16               | 7/10 (MD)               |
| Mega                  | 90/100 (MD)             |
| The Video Game Critic | A- (MD)                 |
| Русскоязычные издания |                         |
| Издание               | Оценка                  |
| Магазин игрушек       | 65 % (MD)               |

Все версии Dr. Robotnik’s Mean Bean Machine получили положительные отзывы от критиков. На сайте GameRankings версия для Mega Drive/Genesis имеет среднюю оценку в 74,60 %, а для Game Gear — ровно 70 %.
Представитель сайта GamePro высоко оценил версию для Game Gear: «Идеальная игра для перерывов на кофе, длительных поездок на автомобиле или любого другого времени, когда вам нужен перерыв на головоломку». Критик из The Video Game Critic в своём обзоре игры для Mega Drive/Genesis заявил, что она не привлекает много внимания, но при этом отметил, что если играть с друзьями, то они будут веселиться всю ночь. С этим заявлением согласились в журнале Electronic Gaming Monthly. Особое мнение о Dr. Robotnik’s Mean Bean Machine оставили рецензенты Mega. В заключении они охарактеризовали головоломку следующим образом: «…дьявольски захватывающая игра, которую полюбят все ненавистники Соника». Арон Томпсон из GameSpot посоветовал покупать данную головоломку лишь тем людям, у которых Wii — единственное устройство для прохождения игр, поскольку на PC есть уже несколько свободных клонов Puyo Puyo. Нилу Ронагану (Nintendo World Report) не понравилось в порте на Game Gear возрастающая сложность прохождения уровней и низкое разрешение экрана портативной консоли.
Некоторые обозреватели сравнивали головоломку с игрой Kirby’s Avalanche. Джереми Пиплс из сайта Sega-16.com назвал Dr. Robotnik’s Mean Bean Machine не только лучшей игрой-головоломкой, но и одной из лучших игр про Соника. Он также посоветовал игрокам, у которых есть Super Nintendo Entertainment System, поиграть в ответвление с участием Кирби, которое практически ничем не отличается от Dr. Robotnik’s Mean Bean Machine. Тот же журналист предложил поиграть в игру на портативной консоли Sega Nomad, поскольку она, по его мнению, очень хорошо смотрится на маленьком экране. По мнению Лукаса Томаса из IGN, различия между Dr. Robotnik’s Mean Bean Machine и Kirby’s Avalanche не так сильно важны, чтобы фанаты пропустили вышеупомянутые игры.

### Влияние
В Dr. Robotnik’s Mean Bean Machine в последний раз в играх серии были использованы персонажи из мультсериала Adventures of Sonic the Hedgehog. В 1995 году была издана игра Kirby’s Avalanche, которая повторяет игровую механику Dr. Robotnik’s Mean Bean Machine. Благодаря выпуску головоломки с участием Роботника, Sega сохранила частичные права на серию Puyo Puyo. С 2002 года развитием серии занимается Sonic Team, а студия Compile, разработчик первой игры франшизы, была закрыта.
В комиксах Worlds Collide и Mega Man издательства Archie Comics присутствуют отсылки к сюжету Dr. Robotnik’s Mean Bean Machine, а в игре Sonic Mania механика босса уровня «Chemical Plant» и режим «Mean Bean» заимствуют геймплей головоломки с участием Роботника.